# Huamuchitos
Huamuchitos es una localidad del estado mexicano de Guerrero. Es parte del municipio de Acapulco de Juárez.

## Demografía
| Gráfica de evolución demográfica |
|                                  |

| Censo | Población |
| ----- | --------- |
| 1921  | 104       |
| 1930  | 296       |
| 1940  | 202       |
| 1950  | —         |
| 1960  | 893       |
| 1970  | 1 166     |
| 1980  | 1 022     |
| 1990  | 1 058     |
| 2000  | 1 547     |
| 2010  | 1 793     |
| 2020  | 2 076     |